# Ed Roth
Ed Roth, född 4 mars 1932 i Bell, Kalifornien, död 4 april 2001, var en amerikansk konstnär; motivlackerare av motorfordon och motivdesigner till tröjor.
Han växte upp med sina syskon och föräldrar, som ursprungligen kom från Tyskland, därav växte han upp i ett tysktalande hushåll. Hans far var snickare och Ed ärvde hans talang, han kunde ta någonting mekaniskt och göra nånting fint av tack vare sin artistiska förmåga. En av de största influenserna inom Hot Rod och customkultur. 

## Karriär
Senare började han sin karriär som pin-stripare, han startade år 1956 en firma som lackerade bilar, i början samarbetade han med "The Baron" Von Dutch och Tom Kelly, de lackade scallopsflammor och pin-stripade bilar, dock aldrig hela bilar. Där började även karriären med att göra tröjor med air-brush, efter det att hälften av USA:s ungdomar ville ha sådana började de dock med att screena tröjorna.
År 1959 hade han slutat samarbetet med Von Dutch och Kelly och startat sin egen verkstad där kända bilar som Outlaw, Beatnik Bandit, Orbitron och Road Agent tog form med glasfiber och futuristisk design. Han blev också känd för sina figurer till exempel Rat Fink, Mr Gasser, och Drag Nut, bilar och figurer tog byggsatstillverkaren Revell hand om och började tillverka. På senare dar och efter hans död blev han känd igen, som en av de största i sin bransch.

## Familj
Ed Roth var gift fyra gånger. Hans fjärde fru, Ilene, bor i Manti, Utah, där Ed Roth tillbringade de sista åren av sitt liv. Roth gick med i Jesu Kristi Kyrka av Sista Dagars Heliga 1974. Roth rakade av sitt bockskägg och var starkt involverad i socialt arbete genom sin kyrka. Hans bror Gordon blev också en sista dagars helig. Sedan hans död har den officiella Rat Fink Reunion hållits i Manti, Utah. Museet som Ilene Roth skapade för att hedra sin bortgångne make inkluderar utställningar av Eds konstverk och andra minnen. Roths son Darryl har arbetat med att samla in och visa upp sin fars verk. 
Roth dog av en hjärtattack den 4 april 2001 vid 69 års ålder.

## Galleri

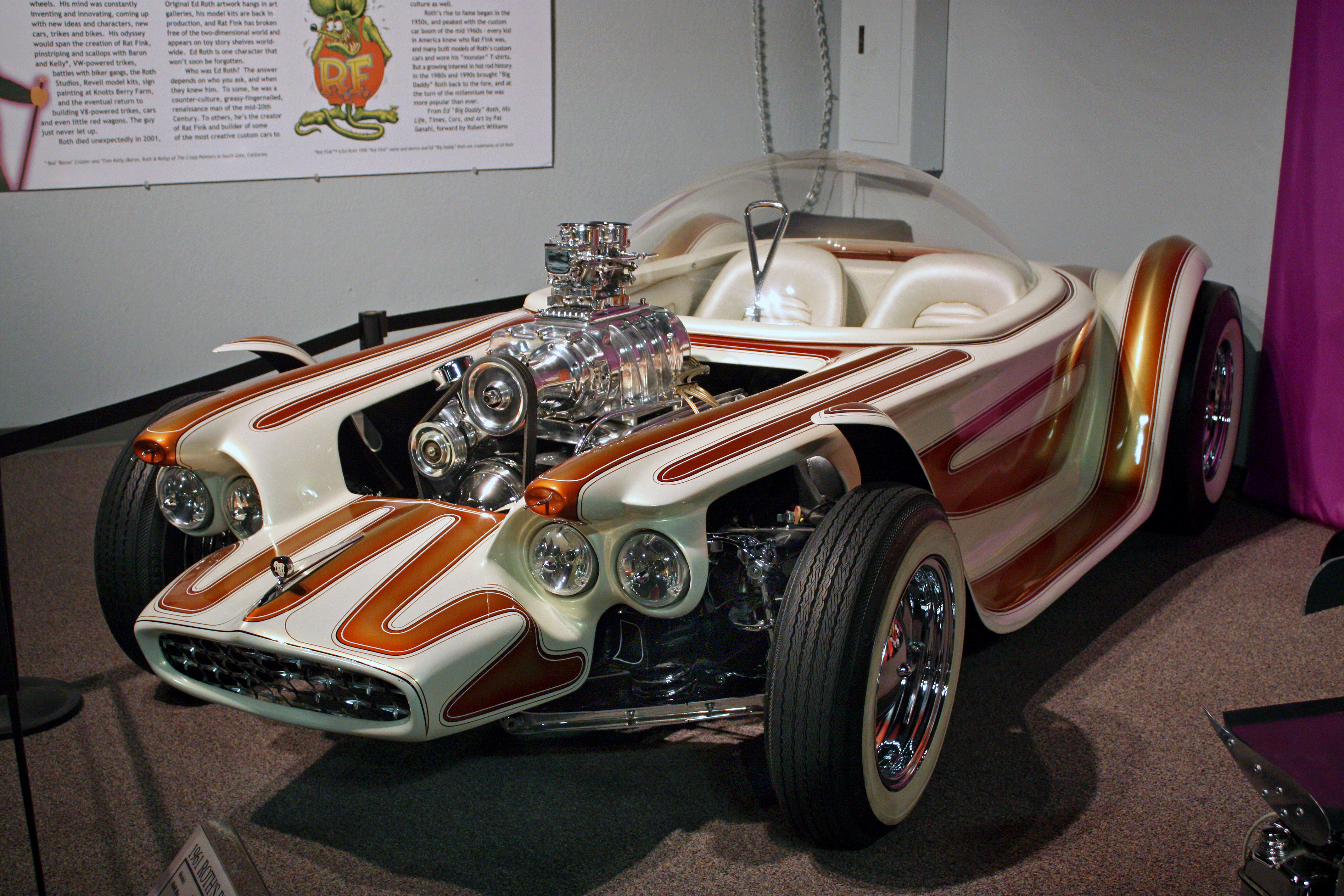
Beatnik Bandit 1961.
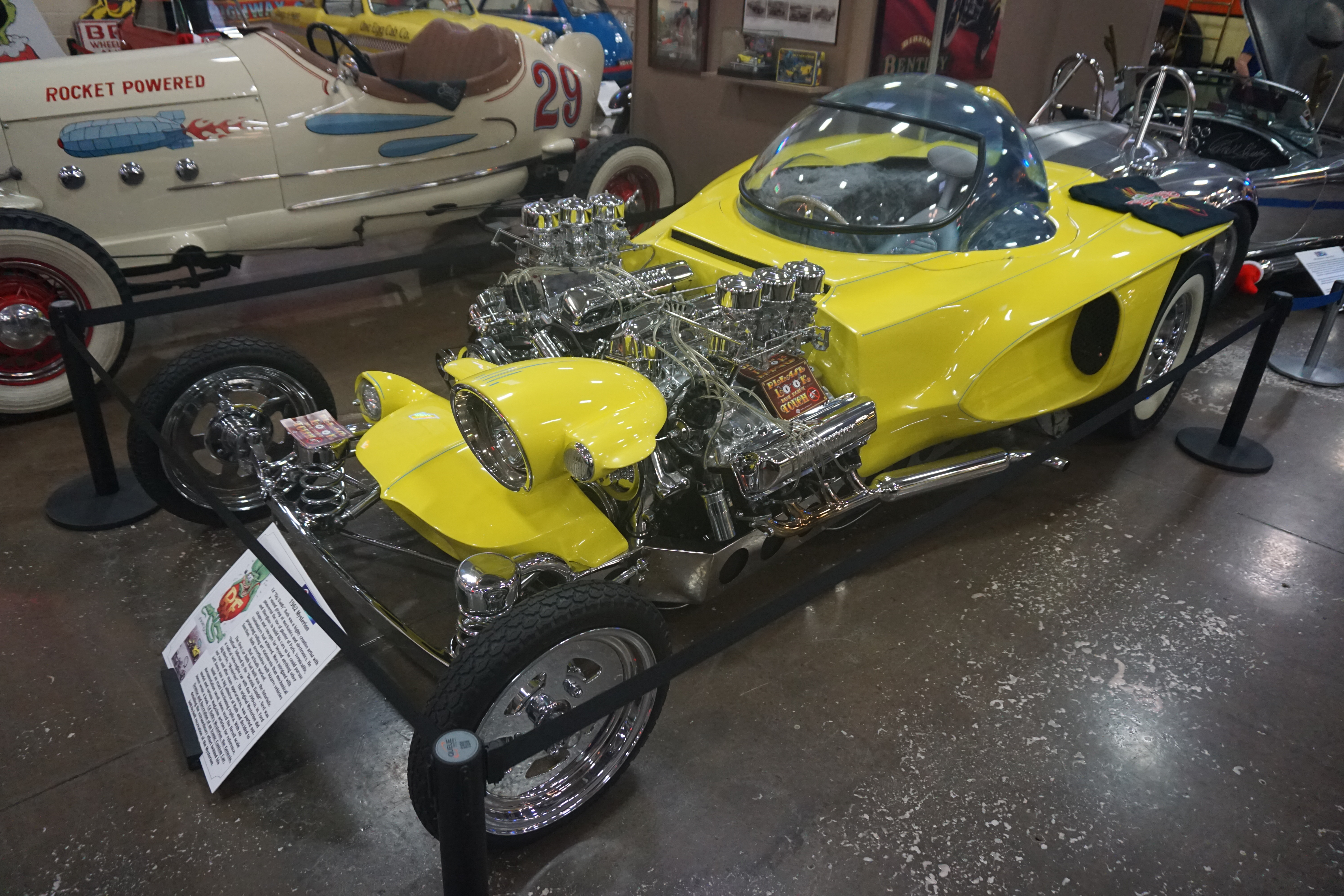
Mysterion 1962.
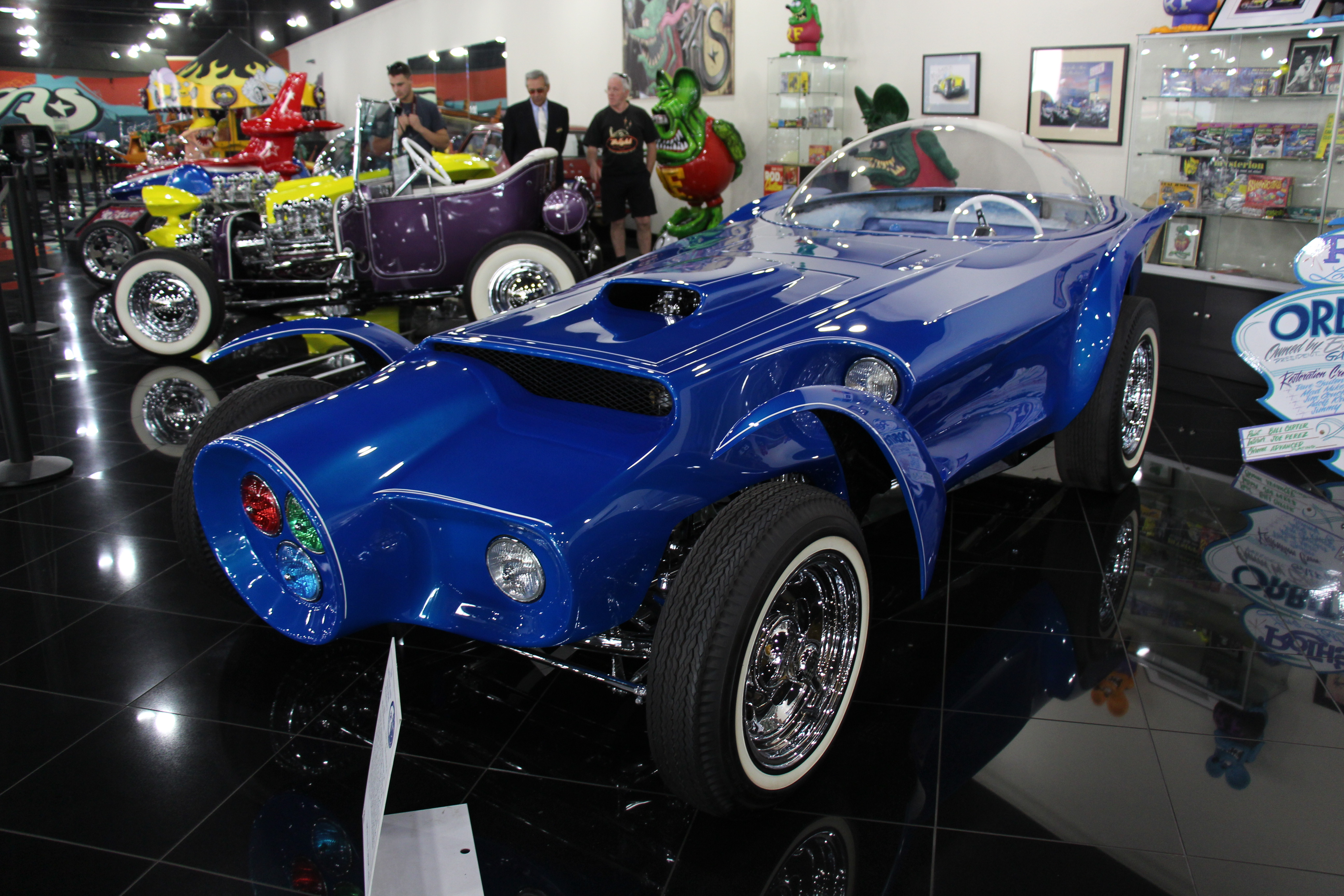
Orbitron 1964.
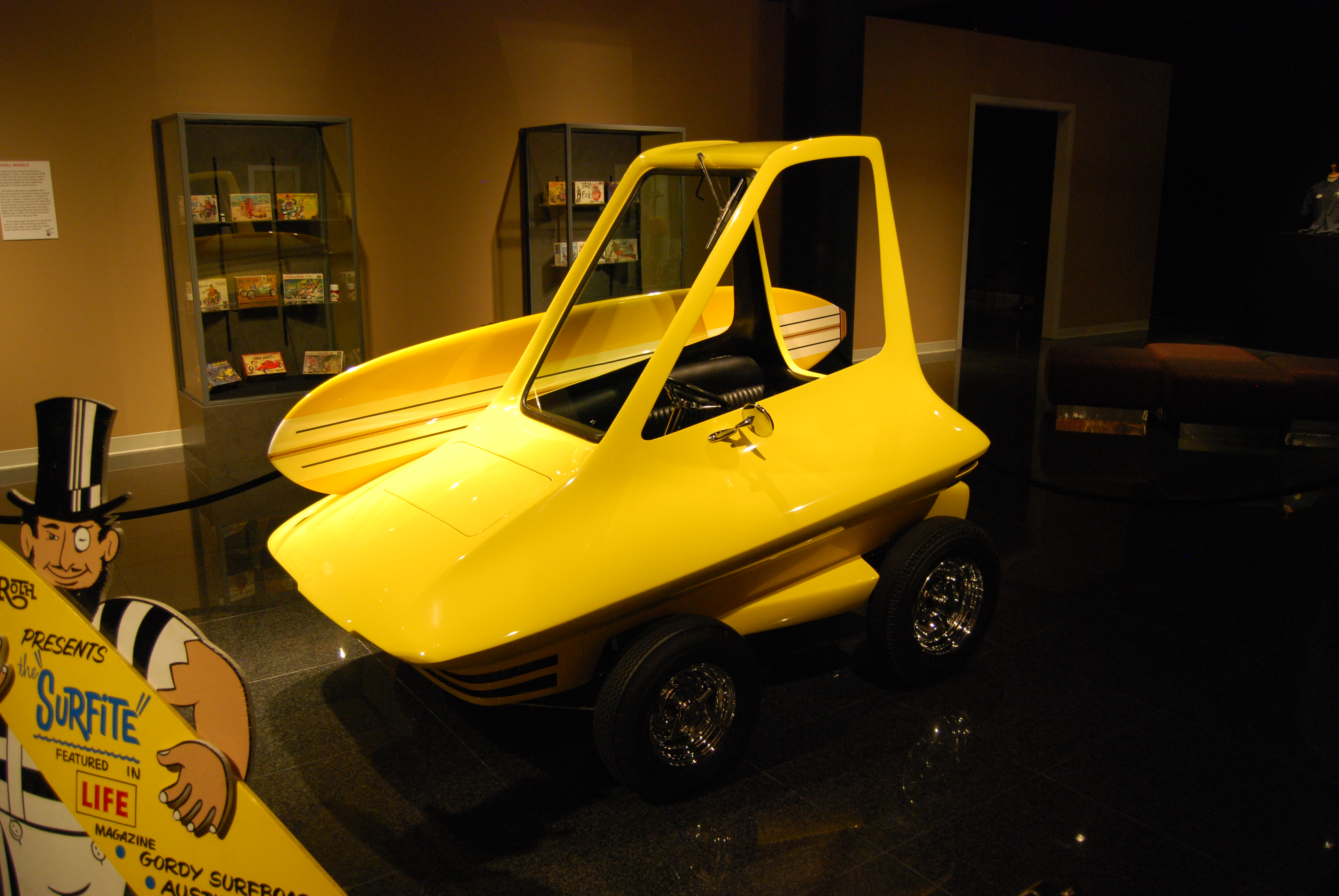
Surfite 1964
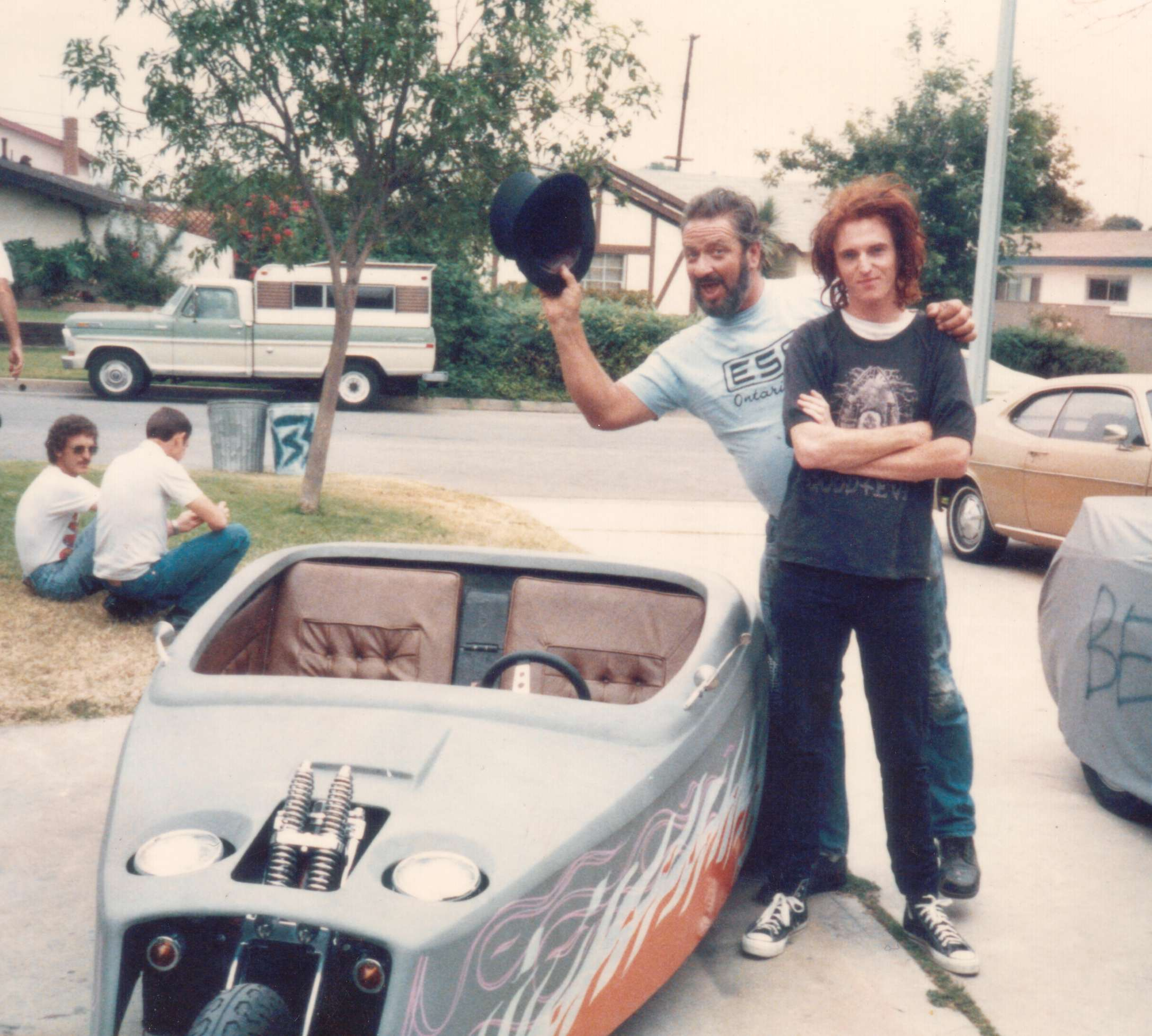
Trike Globe Hopper 1987.